# Platoul Meledic (sit SCI)
Platoul Meledic este o arie protejată (arie specială de conservare — SAC, sit de importanță comunitară — SCI) din România, desemnată în scopul protejării biodiversității și menținerii într-o stare de conservare favorabilă a florei spontane și faunei sălbatice, precum și a habitatelor naturale de interes comunitar aflate în arealul zonei protejate. Aceasta se întinde pe o suprafață de 163,4 ha, integral pe uscat.

## Localizare
Situl se întinde pe teritoriile administrative ale comunelor Lopătari și Mânzălești din Buzău. Centrul sitului Platoul Meledic este situat la coordonatele 45°29′48″N 26°37′08″E / 45.496583°N 26.618803°E.

## Înființare
Platoul Meledic (ROSCI0199) a fost declarată sit de importanță comunitară în decembrie 2007 pentru a proteja 4 specii de floră și faună aflate în arealul zonei. Situl a fost protejat și ca arie specială de conservare în mai 2022. Acesta include rezervația naturală Platoul Meledic.

## Biodiversitate
Situată în ecoregiunea continentală din bazinul superior al râului Slănic, aria protejată  conține un habitat natural: Tufărișuri de foioase ponto-sarmatice.
La baza desemnării sitului se află o plantă și 3 specii de animale ocrotite la nivel european sau aflate pe lista roșie a IUCN; astfel: 
- plante (1): clopțelul cu frunze de crin (Adenophora lilifolia)
- amfibieni (1): tritonul cu creastă (Triturus cristatus)[7]
- nevertebrate (1): fluturele purpuriu (Lycaena dispar)
- reptile (1): țestoasa de baltă (Emys orbicularis)[8].[5]

Pe lângă speciile aflate la baza desemnării sitului, pe teritoriul acestuia a mai fost identificate 29 specii din flora spontană și fauna sălbatică a României.